# Marsha Milan
Marsha Milan Londoh (ur. 6 grudnia 1985 w Berrien Springs) – malezyjska piosenkarka i aktorka.
Popularność zdobyła po wzięciu udziału w malezyjskim programie reality show Akademi Fantasia (sezon 3.), gdzie zajęła czwarte miejsce.
W 2013 roku Marsha podłożyła głos pod Elsę w malezyjskiej wersji językowej Krainy lodu i wykonała utwór „Bebaskan” (malezyjska wersja „Let It Go”).

## Nagrody i nominacje
| Rok  | Nagroda                        | Kategoria                             | Za                                 | Wynik           |
| ---- | ------------------------------ | ------------------------------------- | ---------------------------------- | --------------- |
| 2005 | Akademi Fantasia 3             | –                                     | –                                  | Miejsce czwarte |
| 2006 | Anugerah Bintang Popular BH 19 | Penyanyi Wanita Baru Paling Popular   | –                                  | Nominacja       |
| 2006 | Anugerah Industri Muzik 13     | Best Promising Artists                | –                                  | Nominacja       |
| 2009 | Anugerah Industri Muzik 16     | Best Vocal Performance in a Duet Song | Sayang (wraz z: Ajai)              | Nominacja       |
| 2009 | Shout! Awards                  | Hot Chick Award                       | –                                  | Nominacja       |
| 2014 | Anugerah Industri Muzik 21     | Best Vocal Performance in a Duet Song | Satu Rasa (wraz z: Zarul Umbrella) | Nominacja       |